# Liste der Monuments historiques in Thiéblemont-Farémont
Die Liste der Monuments historiques in Thiéblemont-Farémont führt die Monuments historiques in der französischen Gemeinde Thiéblemont-Farémont auf.

## Liste der Immobilien
| Bezeichnung       | Beschreibung            | Standort                          | Kennzeichnung | Schutzstatus | Datum | Bild           |
| ----------------- | ----------------------- | --------------------------------- | ------------- | ------------ | ----- | -------------- |
| Kirche Notre-Dame | aus dem 16. Jahrhundert | Farémont, chemin du Lavoir (Lage) | PA00078872    | Classé       | 1915  | weitere Bilder |

## Liste der Objekte
| Bezeichnung                                      | Beschreibung | Standort                                     | Kennzeichnung | Schutzstatus | Datum | Bild |
| ------------------------------------------------ | --- | -------------------------------------------- | ------------- | ------------ | ----- | ---- |
| Zwei Kirchenfenster                              | aus dem 16. Jahrhundert | Farémont, in der Kirche Notre-Dame (Lage)    | PM51001097    | Classé       | 1915  |      |
| Hauptaltar (1)                                   | Altartisch, Tabernakel, Retabel und Gemälde Mariä Himmelfahrt; Holz, farbig gefasst, Ölfarbe auf Leinwand, 18. Jahrhundert | Farémont, in der Kirche Notre-Dame (Lage)    | PM51001099    | Classé       | 1975  |      |
| Hauptaltar (2)                                   | Altartisch und Tabernakel; Holz, Marmor, 17. und 18. Jahrhundert                                                           | Thiéblemont, in der Kirche St-Laurent (Lage) | PM51002198    | Inscrit      | 1974  |      |
| Kanzel                                           | Holz, 17. Jahrhundert | Farémont, in der Kirche Notre-Dame (Lage)    | PM51002197    | Inscrit      | 1974  |      |
| Skulptur Madonna mit Kind                        | Stein, farbig gefasst, 14. Jahrhundert                                                                                     | Thiéblemont, in der Kirche St-Laurent (Lage) | PM51001096    | Classé       | 1911  |      |
| Zwei Skulpturen: Madonna und Johannes Evangelist | wohl von einem Triumphbogen; Holz, 16. Jahrhundert; 1966 gestohlen                                                         | Farémont, in der Kirche Notre-Dame (Lage)    | PM51001098    | Classé       | 1923  |      |
| Taufbecken                                       | Stein, 15. Jahrhundert | Farémont, in der Kirche Notre-Dame (Lage)    | PM51002229    | Inscrit      | 1975  |      |